# Bernhard Engelbert von Beverförde zu Werries
Bernhard Engelbert von Beverförde zu Werries (* 1608; † 12. Juni 1690) war ein katholischer Priester, Domkellner und Assessor der Landespfennigkammer.

## Leben

### Herkunft und Familie
Als Sohn des Johann Christoph von Beverförde zu Werries († 1626) und seiner Gemahlin Kiliana von Brabeck zu Brabeck wuchs Bernhard Engelbert zusammen mit seinen drei Schwestern und drei Brüdern – Johann Bernhard und Christoph waren Domherren in Münster und Speyer – in der uralten westfälischen Adelsfamilie von Beverförde auf. Sein Bruder Johann Friedrich († 31. August 1670) war Stammherr und mit Ida Maria von Plettenberg verheiratet. Sie war eine Schwester des Fürstbischofs. Deren Sohn war Bernhard Engelbert Christian von Beverförde-Werries, hoher Beamter im Hochstift Münster. Ihr Enkel Friedrich Christian wurde auch der „tolle Werries“ genannt.

### Werdegang und Wirken
Nach dem Studium in Siena wurde Bernhard Engelbert im Jahre 1626 Domherr in Münster und hatte ein Jahr zuvor die Tonsur erhalten.
Am 1. Juni 1635 empfing er die Niederen Weihen und am Tage darauf wurde er zum Subdiakon geweiht. Am 3. April 1645 erhielt er die Obedienz Ostenfelde und am 18. April 1650 das Archidiakonat in Beckum. Er wurde mit den Höfen Wabelenhove im Kirchspiel Ottmarsbocholt und Beckhove im Kirchspiel Seppenrade belehnt. Im Jahre 1658 wurde er zum Assessor der Domkellnerei ernannt. Bernhard Engelbert trat im Jahre 1658 in die Liebfrauen-Bruderschaft an der St.-Aegidii-Kirche in Münster ein. Am 24. November 1666 war er Assessor der Pfennigkammer und erhielt am 9. Juli 1667 die Diakonatsweihe. Im Juli 1669 wurde er Domkellner und am 28. September 1685 Domsenior. Er war außerdem Senior der Kollegiatkirchen zu Dülmen und Beckum.
Er ist im Dom zu Münster begraben. Sein Epitaph befindet sich im Gang unter der Orgel.